# ロバート・W・マローン
ロバート・ウォレス・マローン（英: Robert Wallace Malone、1959年 - ）は、アメリカの医師、生化学者。mRNA技術、医薬品、ドラッグリポジショニングなどの研究を行っている。また、COVID-19ワクチンの有効性と安全性に関する誤情報を拡散しているとして批判されている。

## 生い立ちと教育
カリフォルニア大学デービス校を卒業後、ノースウェスタン大学で医学博士号（M.D.）を取得。

## キャリア
1980年代、ソーク研究所に在籍していたマローンは、mRNAに関する研究を行い、リポソームで保護されたmRNAを培養細胞に転送し、タンパク質の生成に必要な情報を伝えることが可能であることを発見した。1990年代初頭には、ジョン・A・ウルフ、デニス・A・カーソンらと共同で、実験室でmRNAを合成し、目的のタンパク質を産生できる可能性を初めて示唆する研究を行った。マローンは、mRNAワクチンの発明者を自称しているが、後に実用化を進めたカリコー・カタリンやデリック・ロッシに功績を認められることの方が多い。また、mRNAワクチンの開発は、大勢の研究者の貢献によって成し遂げられたものであり、彼はそのうちの一人に過ぎないことが指摘されている。
マローンは、Avancer Groupのメディカル・アフェアーズのディレクター、EpiVaxの科学諮問委員会のメンバー、メリーランド大学ボルチモア校医学部の助教授、ケネソー州立大学生物工学部の非常勤准教授などを歴任している。また彼は、2016年にアメリカ陸軍感染症医学研究所と契約を締結し、既存の薬剤の有効性を評価することで、ジカウイルスの治療薬の開発を支援していたAtheric Pharmaceutical社のCEO兼共同設立者でもあった。マローンは、2020年までフロリダ州の製薬会社・Alchem Laboratories社の医務部長（CMO）を務めていた。

### 新型コロナウイルス感染症
新型コロナウイルス感染症（COVID-19）の世界的流行が発生した2020年初頭、マローンは、消化性潰瘍の治療に用いられる医薬品のファモチジン（ペプシド）が、COVID-19罹患からの生存率の高さと関連していることを示唆する事例証拠に基づき、ファモチジンを潜在的なCOVID-19治療薬とする研究に携わっていた。当時、Alchem Laboratoriesに所属していたマローンは、新型コロナウイルス（SARS-COV-2）が増殖する際に使用する酵素をファモチジンが標的にするのではないかと考え、新型コロナウイルスの配列と2003年のSARSウイルスとの比較に基づき、計算機化学者を起用して酵素の3Dモデルを設計した。有望な予備試験結果を得た後、Alchem Laboratories社は、ニューヨーク州のNorthwell Health社と共同で、ファモチジンとヒドロキシクロロキンを用いた臨床試験を開始した。マローンは、臨床試験開始直後にAlchem社を辞め、Northwell社は入院患者の不足を理由に臨床試験を中断した。
マローンは、他の研究者とともに、COVID-19治療に使用されている既存薬剤に関する初期の観察研究を特集することを『Frontiers in Pharmacology』誌に対して提案し、他の客員編集者・寄稿者・査読者を募ることに成功した。選定された論文のうち、マローンが共著したファモチジンに関する論文、および医師のピエール・コリーが投稿したイベルメクチンの使用に関する論文の2本がジャーナルによってリジェクトされた。イベルメクチンに関する論文は、「一連の裏付けのない強い主張」を理由に、「客観的でバランスのとれた科学的貢献をしていない」と出版元が判断したために却下された。マローンをはじめとする客員編集者らは、2021年4月に抗議する目的で辞任し、特集号はジャーナルのウェブサイトから削除された。

#### 誤情報の拡散
マローンは、COVID-19に関する誤情報を拡散したことで批判を浴びている。それには、一部のCOVID-19ワクチンで生成されるスパイクタンパク質の毒性に関する根拠のない主張や、イベルメクチンを用いたセルフメディケーションをマスメディアのインタビューを利用して喧伝したこと、ワクチンの安全性を疑問視する後に撤回された研究のツイートなど誤った情報や陰謀論、「イスラエル政府はファイザー社と有害事象を最低10年間は公表しないという契約を結んだ」という誤った主張、および「FDAはファイザー社のCOVID-19ワクチンを完全には承認していない」という誤った主張などが含まれる。また彼は、Pfizer–BioNTech社のワクチンやModerna社のワクチンが、新型コロナウイルス感染症を悪化させる可能性があるとの主張も行っている。彼は、COVID-19ワクチンの有効性を疑問視するような投稿をしたという理由で、LinkedInのアカウントを停止されたと述べていたが、その後回復した。2021年12月29日、Twitterは、ファイザー製ワクチンの有害とされる効果に関する動画をマローンが同プラットフォーム上で共有したことを受け、「COVID-19について誤解を招く情報に関するポリシーの度重なる違反」を理由に、彼のアカウントを凍結した。
2021年12月30日、マローンは、ジョー・ローガン・エクスペリエンスのポッドキャストにおいて、ナチス・ドイツが台頭したときのように、COVID-19に対する反応として、いわゆる「集団精神病」（英: mass formation psychosis）というものがアメリカ社会に発生していると主張した。このポッドキャストのエピソードは、YouTubeのコミュニティガイドラインに違反しているとして、YouTubeのプラットフォーム上から削除された。なお、270名の医師・科学者・学者・看護師・学生らが、ポッドキャストの内容に対する苦情をSpotifyに公開書簡で寄せている。2022年1月3日、トロイ・ネールス米国下院議員は、彼が言うところの「ソーシャルメディアによる検閲」を回避するために、マローンとのインタビューを行ったジョー・ローガン・エクスペリエンスの全文書き起こしを連邦議会議事録に入力した。
2022年1月23日、マローンは、ワシントンD.C.のリンカーン記念堂前で開催されたワクチン接種・ワクチン義務化反対集会で講演を行った。

## 発表論文
- Malone, Robert; et al. (2021). “COVID-19: Famotidine, Histamine, Mast Cells, and Mechanisms”. Frontiers in Pharmacology. 12 (216).
- Malone, Robert; et al. (2016). “Zika Fetal Neuropathogenesis: Etiology of a Viral Syndrome”. PLOS Neglected Tropical Diseases. 10 (8).
- Malone, Robert; et al. (2016). “Zika Virus: Medical Countermeasure Development Challenges”. PLOS Neglected Tropical Diseases. 10 (3).
- Somiari, Stella; Drabick, Joseph; Malone, Robert; Gillbert, Richard; et al. (2000). “Theory and in Vivo Application of Electroporative Gene Delivery”. Molecular Therapy. 2 (3).
- Bennett, Michael; Aberle, Alfred; Nantz, Michael; Malone, Robert; et al. (1997). “Cationic Lipid-Mediated Gene Delivery to Murine Lung:  Correlation of Lipid Hydration with in Vivo Transfection Activity”. Journal of Medicinal Chemistry. 40 (25).
- Malone, Robert; Montbriand, Phillip M. (1996). “Improved Method for the Removal of Endotoxin from DNA”. Journal of Biotechnology. 44 (1).
- Nantz, Micahel; Gruenert, Dieter; Malone, Robert; et al. (1995). “Cholesterol Enhances Cationic Liposome-mediated DNA Transfection of Human Respiratory Epithelial Cells”. Bioscience Reports. 15 (1).
- Hickman, M. Anne; Lehmann-Bruinsma, Karin; Malone, Robert; et al. (1994). “Gene Expression Following Direct Injection of DNA into Liver”. Human Gene Therapy. 5 (12).
- Wolff, Jon A.; Williams, Phillip; Malone, Robert; et al. (1990). “Direct Gene Transfer into Mouse Muscle in Vivo”. Science. 247 (4949).
- Malone, Robert; Verma, I.M.; et al. (1989). “Cationic Liposome-mediated RNA Transfection”. Proceedings of the National Academy of Sciences. 86 (16).